# オガサワラガビチョウ
オガサワラガビチョウ(小笠原画眉鳥、学名：Zoothera terrestris)は、鳥綱スズメ目ツグミ科トラツグミ属に分類される鳥類。絶滅種。

## 分布
日本（父島）固有種

## 形態
以下の測定値はライデン自然史博物館所蔵の標本の値に従う。尾長6.6センチメートル。翼長9.65センチメートル。上面はオリーブ褐色で、腰や尾羽・尾羽基部上面（上尾筒）は赤褐色みを帯びる。頭部や背には、黒い縦縞が入る。下面は白く、喉に暗褐色の縦縞が入る。尾羽基部下面（下尾筒）を被う羽毛は暗褐色で、羽毛の先端に大型の白色斑が入る。体側面の羽衣は淡褐色。雨覆や三列風切は黒く、羽毛の外縁（羽縁）は褐色。
虹彩は暗褐色。嘴は黒い。

## 生態
海岸近くにある森林に生息していた。地表性で、樹上にはとまらずに、地表を走行したり地面周辺を飛翔していたとされる。
胃の内容物から主に昆虫を食べ、甲殻類も食べていたと考えられている。

## 人間との関係
1828年に記載者によって4羽が採集されたのみで以降は確実な記録がなく、絶滅したと考えられている。絶滅の原因は不明だが、人為的に移入されたネズミやネコによる捕食が原因と考えられている。
なお標本は日本国内に存在せず、ライデン・ウィーン・フランクフルト・サンクトペテルブルクの博物館に所蔵されている。
絶滅（環境省レッドリスト）